# 風間桃子
風間 桃子（かざま ももこ、9月13日 - ）は、日本のアナウンサー、ラジオパーソナリティー、司会者。福岡県北九州市出身。ドワンゴクリエイティブスクール出身。株式会社MC企画所属。血液型はO型。

## 出演番組
- FM西東京 『You Gotチャンネルα』 火曜担当（交代制）
- FM西東京 『ウィークエンドボイス』 アシスタント/レポーター

## 出演イベント
- 芝オクトーバーフェスト2015（2015.8.21 - 28）
- GENKINGクリスマストークショー（2015.12.12,13）
- 鎌ヶ谷ショッピングプラザ2周年祭 イルミネーション点灯式（2015.11.21）